# Le Démon du sous-marin
Pour plus de détails, voir Fiche technique et Distribution.
Le Démon du sous-marin (Devil and the Deep) est un film américain réalisé par Marion Gering sorti en 1932.

## Synopsis
L'officier Sturm est le commandant d'un sous-marin, mais est surtout marié à la très belle Pauline, dont il soupçonne à tort l'infidélité. Cruelle avec elle, il finit par la chasser et celle-ci rencontre le lieutenant Semper, avec qui elle passe la nuit. Ce que les deux amants ne savent pas est que le lieutenant Semper doit embarquer sous les ordres de Sturm à bord du sous-marin. Sturm s'aperçoit de la situation et il provoque volontairement l'engloutissement du sous-marin qu'il commande et de tous ses occupants.

## Fiche technique
- Titre : Le Démon du sous-marin
- Titre original : Devil and the Deep
- Réalisation : Marion Gering
- Scénario : Benn W. Levy, d'après une histoire de Harry Hervey et le roman Sirenes et Tritons de Maurice Larrouy
- Société de production : Paramount Pictures
- Photographie : Charles Lang (non crédité)
- Montage : Otho Lovering (non crédité)
- Musique : Herman Hand, Rudolph G. Kopp et John Leipold (non crédités)
- Direction artistique : Bernard Herzbrun (non crédité)
- Costumes : Travis Banton (non crédité)
- Langue : anglais
- Pays : américain
- Genre : Drame
- Format : Noir et blanc - 35 mm - 1,37:1 - Son : Mono (Western Electric Noiseless Recording)
- Durée : 78 minutes
- Dates de sortie :
  - États-Unis : 12 août 1932
  - France : 2 décembre 1932

## Distribution
- Tallulah Bankhead (VF : Isabelle Kloukowsky) : Pauline Sturm
- Gary Cooper : Lieutenant Sempter
- Charles Laughton : Commandant Charles Sturm
- Cary Grant : Lieutenant Jaeckel
- Paul Porcasi : Hassan
- Juliette Compton : Mme Planet
- Henry Kolker : Hutton
- Dorothy Christy : Mme Crimp
- Arthur Hoyt : M. Planet
- Gordon Westcott : Lieutenant Toll
- Peter Brocco (non crédité) : L'opérateur sans fil